# مارتین آکوغلیان
مارتین آکوغلیان (ارمنی: Մարտին (Մարկոս) Նուբարի Ակողլյան؛ انگلیسی: Martin Akoghlyan؛ زادهٔ ۶ مارس ۱۹۵۸) یک نقاش اهل ارمنستان است.

## زندگی‌نامه
آکوغلیان در ۶ مارس ۱۹۵۸ در ایروان، ارمنستان به دنیا آمد. بین سال‌های ۱۹۷۴ تا ۱۹۷۷ در بخش نقاشی کالج هنری پانوس ترلمزیان به تحصیل پرداخت. وی از سال ۲۰۰۰ عضو اتحادیه هنرمندان ارمنستان و از سال ۲۰۰۴ عضو انجمن نقاشان "Kerpar" و عضو انجمن نقاشان "Mairakaghak" ("capital") می‌باشد. آثار آکوغلیان در موزه تاریخ ایروان، موزه دولتی لاچین در جمهوری آرتساخ و موزه دولتی نویمبریان به نمایش گذاشته شده است. چندین اثر از وی در نگارخانه ونتوارد ایالات متحده آمریکا و مجموعه‌های خصوصی در انگلستان، کانادا، اسراییل، فرانسه، روسیه، لبنان و سایر کشورها و در مجموعه‌های خصوصی مایک بارویان (سوییس), ولادیسلاف کوزنتسف (مسکو), اولگ باباجانیان (ایروان)، ژان ماری بوسی (شاردونی) و چیچیو پینو (پالرمو) به نمایش گذاشته شده است. از سال ۱۹۷۸ مارتین آکوغلیان در نمایشگاه‌های متعددی شرکت نموده است.